# Tel Shem
Tel Shem (hebreiska: תל שם) är en höjd i Israel.   Den ligger i distriktet Norra distriktet, i den norra delen av landet. Toppen på Tel Shem är 37 meter över havet.
Terrängen runt Tel Shem är kuperad västerut, men österut är den platt.Runt Tel Shem är det ganska tätbefolkat, med 80 invånare per kvadratkilometer. Närmaste större samhälle är Nasaret, 14,4 km öster om Tel Shem. Trakten runt Tel Shem består till största delen av jordbruksmark.